# Ваграмов, Фёдор Аркадьевич
Фёдор Аркадьевич Ваграмов (1899 — 1967, Москва) — русский советский драматург и прозаик.

## Биография
Рабочий — токарь по металлу. Участник Гражданской войны. В 1918 году вступил в РКП(б).
В августе 1929 года подписал, так называемое, коллективное письмо Билль-Белоцерковского И. В. Сталину письмо, обвиняя М. А. Булгакова и МХТ в неприятии советского мировоззрения. Подписи под ним поставили, помимо самого Билля, такие известные, прославленные деятели советского искусства, как режиссёр Е. Любимов-Ланской, драматург А. Глебов, режиссёр Б. Райх, драматург и критик Б. Вакс, театральный работник и критик А. Лацис, драматург Эс-Хабиб Вафа, театральный работник Н. Семёнова, критик Э. Бескин и драматург П. Арский.
Член Всероскомдрама (Всероссийского общества советских драматургов и композиторов). Был одним из руководителей Творческого объединения ударников-драматургов (ТРУД), созданного в январе 1932 года при Всероскомдраме (Всероссийское общество советских драматургов и композиторов) в результате призыва ударников в литературу.
Похоронен на Новодевичьем кладбище Москвы.

## Творчество
Литературной деятельностью начал заниматься в 1926 году . Автор пьес «Последняя ставка» (совм. с Н. А. Петрашкевичем; 1928, 4-я Студия МХАТа), посвящена гражданской войне в России. В 1930 в МХАТе была поставлена пьеса Ф. Ваграмова «Взлёт», рассказывающая о советских лётчиках. В 1933 году написал пьесу «Родимое пятно» (драма в 3-х актах), затем «Яблоко раздора» (1955, Ростовский-на-Дону театр), «Знакомые места» (рассказ, 1940-е) и др.